# Vita Martini
La Vita Martini (in italiano Vita di Martino) è un'opera, terminata probabilmente nel 397, scritta da Sulpicio Severo, storico romano. Si tratta di una agiografia su san Martino, monaco e vescovo di Tours, maestro dello stesso Sulpicio. L'opera è paragonabile alla Vita Antonii scritta da Atanasio d'Alessandria.